# Rina Messinger
Rina Messinger (sinh ngày 16 tháng 2 năm 1956) là một Hoa hậu Hoàn vũ của đất nước Israel. Bà là người Israel đầu tiên giành được một danh hiệu sắc đẹp quốc tế. Bà sinh ra ở Qiryat Tivon, gần Haifa.
Sau khi đăng quang danh hiệu Hoa hậu Hoàn vũ, bà đã phát biểu trước báo giới: "Tôi không phải một chính trị gia. Tôi nghĩ chiến thắng Hoa hậu Hoàn vũ của tôi sẽ cho mọi người thấy Israel còn có một mặt khác chứ không chỉ có chiến tranh." 
Hiện nay, Rina là một luật sư và là một bà mẹ của hai đưa con.